# نبيل أكبر
آقا محمد قاعيني، المعروف بلقب فاضل القعيني وبلقبٍ آخر هو نبيل الأكبر، كان أحد الشخصيات البارزة في التاريخ البهائي وأحد سكان بلدة قائن الإيرانية. يُعد من رسل بهاء الله التسعة عشر الذين نالوا هذا اللقب تقديرًا لإيمانهم الراسخ وخدماتهم العظيمة للدين البهائي. وقد وصفه عبد البهاء، نجل بهاء الله، بلقب "يد أمر الله"، وهو من أعلى الألقاب التي تُمنح في المجتمع البهائي، للدلالة على مكانة الشخص في التبليغ والخدمة ونشر التعاليم البهائية.
في النظام الأبجدي، اسم "محمد" له نفس القيمة العددية مثل "نبيل".
كان النبيل الأكبر هو المتلقي للوحة من حضرة بهاءالله، وهي لوحة الحكمة.

روى عبد البهاء:
:كان في مدينة النجف الأشرف، من بين تلامذة المجتهد المعروف الشيخ مرتضى، رجل لا مثيل له ولا نظير. وكان اسمه آقا محمد القائيني، ثم لقبه المظهر فيما بعد بالنبي الأكبر. لقد أصبح هذا الروح البارز عضوًا بارزًا في مجموعة تلاميذ المجتهد. وقد انفرد من بينهم جميعاً بمرتبة المجتهد ـ إذ لم يكن المرحوم الشيخ مرتضى يميل إلى منح هذه الدرجة.  ولم يقتصر براعته على علم الكلام فحسب، بل امتد إلى فروع المعرفة الأخرى، مثل العلوم الإنسانية، وفلسفة التنوير، وتعاليم الصوفية، والمدرسة الشيخية. لقد كان رجلاً عالميًا، وفي حد ذاته دليل مقنع. عندما انفتحت عيناه على نور الهداية الإلهية، وتنفس عبير السماء، أصبح شعلة من شعلات الله. ثم قفز قلبه في داخله، وفي نشوة من الفرح والحب، زأر مثل ليفياثان في الأعماق. - ( ذكريات المؤمنين، ص 113).1.)
وأكمل نبيل دراسته على يد الشيخ مرتضى الأنصاري، وبعد أن نال إجازة وبركة الشيخ انتقل نبيل من النجف إلى بغداد. كان هذا المعلم هو نفس الشيخ الذي رفض الانضمام إلى علماء الشيعة الذين اجتمعوا للتخطيط ضد بهاء الله أثناء وجوده في بغداد.
وقد قيل إنه "لم يسبق لأحد داخل نطاق الديانة البهائية أن تجاوز عمق علمه". أما فيما يتعلق بالإنجاز المطلوب من المجتهد الشيعي، فقد كان تحصيله ممتازاً، ولكن بطبيعة الحال كان لديه القليل من المعرفة بتقاليد وعلم الغرب. ومن ناحية أخرى، كان ميرزا أبو الفضل من كلبايجان على دراية واسعة بالدراسات الإسلامية وكان لديه أيضًا معرفة واسعة وشاملة بالفكر الغربي. (باليوزي)

## روابط خارجية
- النبي الأكبر، من ذكريات المؤمنين .